# 水島愛
水島 愛（みずしま あい、1983年7月31日 - ）は、東京都出身の元レースクイーン。
主にSUPER GT（旧全日本GT選手権）で活躍。大学生時代から女性雑誌『Ray』や『MORE』の読者モデルやレースクイーンとして活躍。元A&Sプロモーション所属。愛称はあいあい。

## 人物
- 2002年にインターネット上で活動したレースクイーンユニットIT GIRLSでボーカルを担当。また同年9月にはライブハウスで初ライブを行い、セカンドシングル「ANYTIME」は日英同時発売した。
- 血液型はA型。趣味はお菓子作りとショッピングと旅行。海外旅行で行ってみたい国はイタリア、フランスとモルディブ共和国。国内だと北海道。特技は料理、クラシックバレエ、書道（二段）。やってみたいスポーツはゴルフ。
- 3人兄弟の長女。弟と妹がいる。
- 東京都在住。
- 両手をしっぺされる事もあった。

## 経歴
- 2002年　IT GIRLS Version 1 のメンバーの一員で「AI」という名前で活動
- 2002年　A&Sレーシングレースクイーン
- 2003年　NOMADレースクイーン
- 2004年　NOMADレースクイーン　A&Sレーシングレースクイーン
- 2005年　FKマッシモレースクイーン
- 2006年　JLOCレースクイーン　A&Sレーシングレースクイーン
- 2007年　A&Sレーシングレースクイーン
- 2008年　A&Sレーシングレースクイーン

## 出演
- 激走!GT　（2003年5月放送、テレビ東京系）
- 全国“いい旅”カタログ2003　（2003年9月放送、エンタ!371）
- 突撃!RQニュース（2005年放送、パンチクラブ）
- Formula Nippon 2005　（2005年放送、パンチクラブ）

## DVD
- Pureness（ピュアネス） （2005年3月発売、ジェイ・ブイ・ディー）
- Pinky（ピンキー） 通常版の他に東京オートサロン限定パッケージがある　（2006年2月発売、A&Sプロモーション）